# Cyperus echinatus
Cyperus echinatus är en halvgräsart som först beskrevs av Carl von Linné, och fick sitt nu gällande namn av Alphonso Wood. Enligt Catalogue of Life ingår Cyperus echinatus i släktet papyrusar, och familjen halvgräs, men enligt Dyntaxa är tillhörigheten istället släktet papyrusar, och familjen halvgräs. Arten har ej påträffats i Sverige. Inga underarter finns listade i Catalogue of Life.